# Lijst van burgemeesters van Hattem
Dit is een lijst van burgemeesters van de Nederlandse gemeente Hattem in de provincie Gelderland.
| Ambtsperiode                          | Naam burgemeester                     | Partij of stroming | Bijzonderheden                                                                 |
| ------------------------------------- | ------------------------------------- | ------------------ | ------------------------------------------------------------------------------ |
| 1811 - 1819                           | Jeronimus Bricheau                    |                    | maire, 1813 burgemeester, 1816 presidentburgemeester                           |
| 1820                                  | T.H. Partes                           |                    | presidentburgemeester                                                          |
| 1821 - 1822                           | Willem van Barneveld                  |                    | presidentburgemeester                                                          |
| 1823 - 1824                           | A.C. Schott                           |                    | presidentburgemeester                                                          |
| 1824 - 1826                           | Willem van Barneveld                  |                    |                                                                                |
| 1826 - 1832                           | A.C. Schott                           |                    |                                                                                |
| 1832 - 1833                           | Willem Charles van Braam (waarnemend) |                    |                                                                                |
| 1833 - 1837                           | G.C. van Beusekom                     |                    |                                                                                |
| 1837 - 1846                           | Willem Charles van Braam              |                    |                                                                                |
| 1846 - 1848                           | R.H. Souman (waarnemend)              |                    |                                                                                |
| 1848 - 1851                           | Henrik Pennink                        |                    |                                                                                |
| 1852 - 1891                           | Carel Johannes Leonardes Mos          |                    |                                                                                |
| 1891 - 1919                           | Philip Jacob Anne baron van Heemstra  |                    |                                                                                |
| 1919 - 1947                           | Pieter Laurens Honcoop                |                    | was burgemeester van Zuilichem                                                 |
| 1948 - 1960                           | Klaas Toornstra                       | PvdA               |                                                                                |
| 1959 - 1972                           | Rudolf Theodoor Bijleveld             | CHU                | was burgemeester van Borger                                                    |
| 1972 - 1981                           | drs. C. (Kees) Dekker                 | CDA                | was burgemeester van Elburg, werd burgemeester van Dronten                     |
| 1981 - 1 juli 1993                    | W.H. (Wout) Ausma                     | CDA                | was burgemeester van Leens                                                     |
| 16 juli 1993 - 8 mei 2003             | Carry Abbenhues                       | PvdA               | was wethouder van Meppel, werd gedeputeerde van de provincie Overijssel        |
| 1 december 2003 - 13 mei 2008         | P.A. (Piet) Zoon                      | VVD                | was gemeentesecretaris van Texel, werd burgemeester van Raalte                 |
| 16 mei 2008 - 17 december 2008        | H.M. (Heleen) Visser-van der Weele    | GroenLinks         | waarnemend burgemeester, was wethouder van Almere                              |
| 18 december 2008 - 23 september 2019  | drs. J.W. (Jan Willem) Wiggers MPM    | CDA                | was wethouder van Zwartewaterland, werd waarnemend burgemeester van Hardenberg |
| 24 september 2019 - 17 september 2020 | drs. A.S.F. (Toon) van Asseldonk      | D66                | waarnemend burgemeester, was burgemeester van Overbetuwe                       |
| 18 september 2020 - heden             | drs. M. (Marleen) Sanderse MCA        | CDA                | was Statenlid van Noord-Holland en wethouder van Naarden en Gooise Meren       |